# Баллеруп
Баллеруп (дат. Ballerup) — датский город, административный центр коммуны Баллеруп в составе области Ховедстаден. Является северо-западным пригородом Копенгагена. Расположен в 14 км к западу от столицы Дании.
Площадь — 34,09 км². На 1 января 2017 года население города — 39 019 человек.

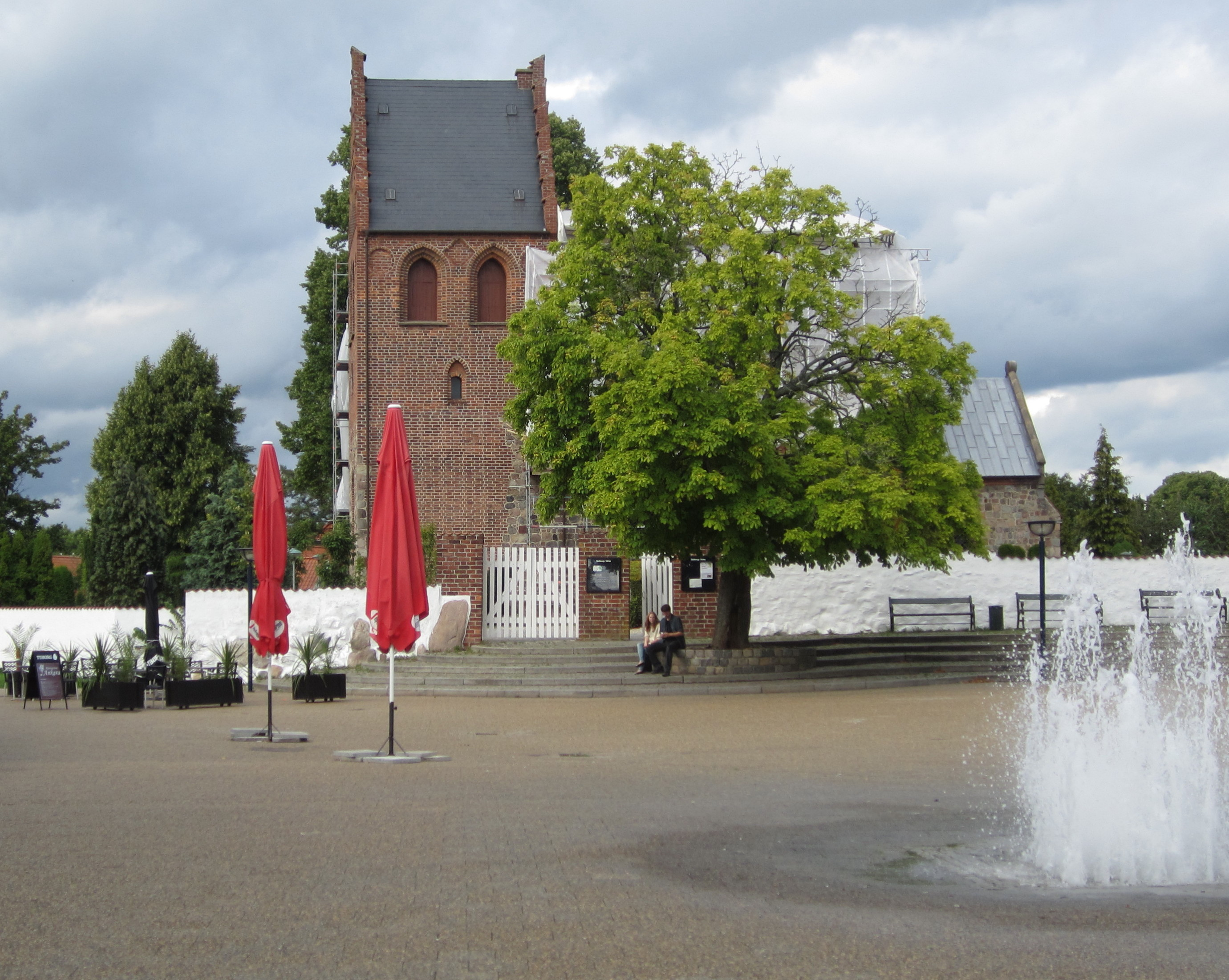
Городская кирха

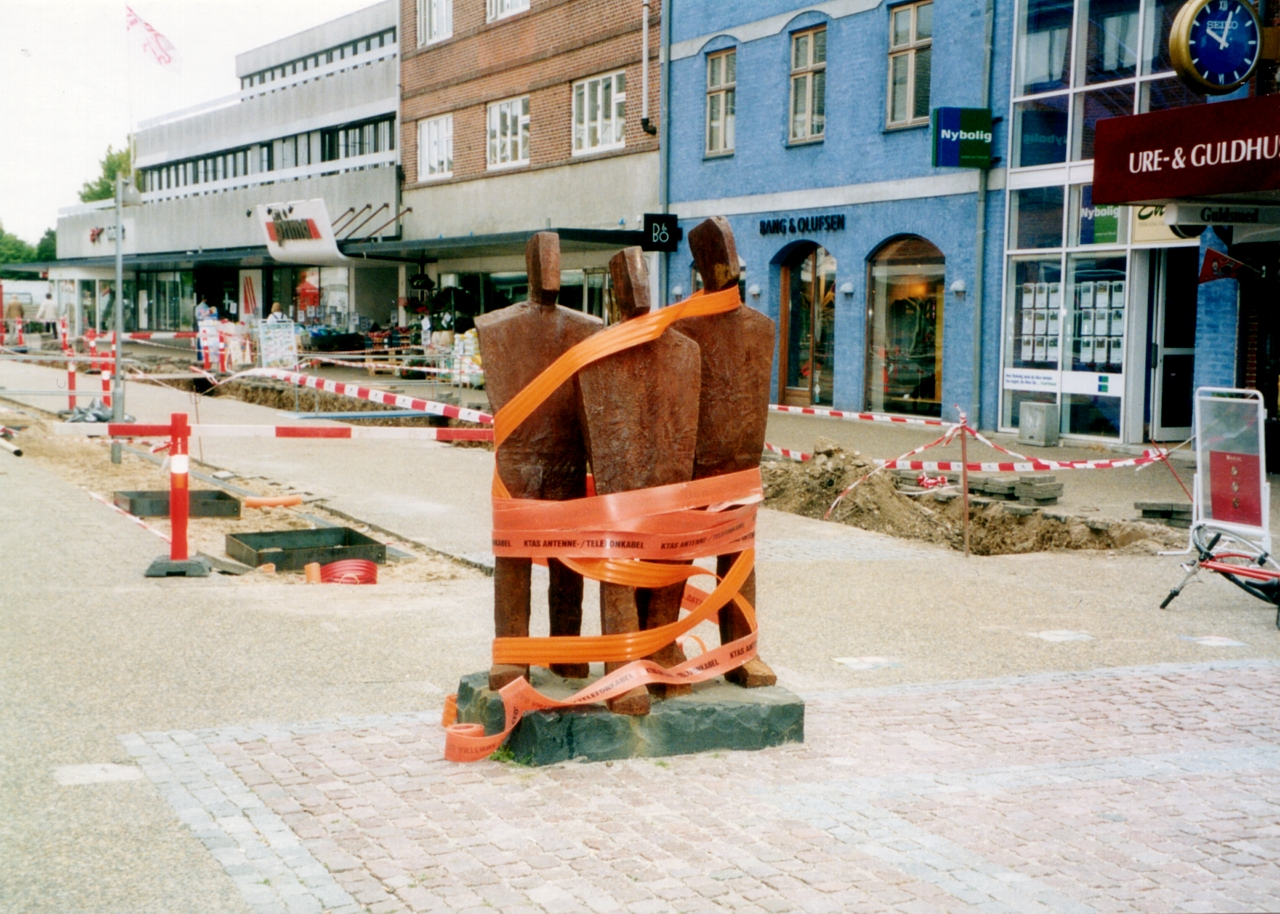
Центр Города

## История
Известен с эпохи викингов и начала средневековья. В 1200—1250 годах город значительно вырос, здесь была построена церковь из валунов. Уже в начале XIV-го века было известно несколько названий города: Baldorp, Balderupæ, Balrop и Ballerop.
Объявлено, что в июне 2019 года в Баллеруп перемещается средневековый рынок Копенгагена.
Здесь имеется велотрек международного класса.

## Города-партнеры
- Кифисия, Греция
- Фингал, Ирландия
- Северный Даун, Северная Ирландия
- Хетафе, Испания
- Фагерста, Швеция
- Ист-Килбрайд, Шотландия
- Прага 4, Чехия
- Йямся, Финляндия
- Оснес, Норвегия
- Уси, Китайская Народная Республика

## Известные уроженцы
- Бойлесен, Николай (род. 1992) — датский футболист.
- Брешель, Матти (род. 1992) — датский профессиональный шоссейный велогонщик.
- Кнуд Лейф Томсен (1924—2003) — датский режиссёр и сценарист.